# 西元坂一
西元 坂一（にしもと さかいち、1893年（明治26年）3月18日 - 没年不明）は、大正から昭和時代前期の台湾総督府官僚。

## 経歴
山口県大島郡和田村（東和町を経て現周防大島町）に生まれる。1915年（大正4年）8月、府殖産局林業講習を修了後、同局営林所に奉職し、1919年（大正8年）8月、嘉義庁林務手に転じ、澎湖庁技手となった。ついで高雄州技手を経て、1925年（大正14年）1月、地方理事官に進み、高雄州恒春郡守に就任し、のち台中州豊原郡守に転じた。